# Kalinin K-10
Il Kalinin K-10 era un monoplano progettato da Konstantin Alekseevič Kalinin per svolgere compiti di collegamento, addestramento ed agricoli. Dal punto di vista tecnico, si caratterizzava per la presenza di doppi comandi, carrello fisso ed ali pieghevoli, in modo da rendere più agevole il ricovero.

Il K-10 volò per la prima volta nel 1932, e fu testato dalle autorità nello stesso anno. Tuttavia, non fu mai accettato per la produzione in serie.